# There Is a Hell, Believe Me I’ve Seen It. There Is a Heaven, Let’s Keep It a Secret
There Is a Hell, Believe Me I’ve Seen It. There Is a Heaven, Let’s Keep It a Secret – trzeci album brytyjskiego zespołu Bring Me the Horizon.

## Lista utworów
1. "Crucify Me" (ft. Lights) - 06:20
2. "Anthem" - 04:50
3. "It Never Ends" - 04:34
4. "Fuck" (ft. Josh Franceschi of You Me at Six) - 04:55
5. "Don't Go" (ft. Lights) - 04:58
6. "Home Sweet Hole" - 04:38
7. "Alligator Blood" - 04:32
8. "Visions" - 04:09
9. "Blacklist" - 04:00
10. "Memorial" (Instrumental) - 03:10
11. "Blessed with a Curse" - 05:08
12. "The Fox and the Wolf" (ft. Josh Scogin of The Chariot) - 01:43